# Stalham
Stalham är en stad och civil parish i North Norfolk i Norfolk i England. Orten har 3 149 invånare (2011). Byn nämndes i Domedagsboken (Domesday Book) år 1086, och kallades då Stalham/Stanham.